# Glossogobius torrentis
Glossogobius torrentis és una espècie de peix de la família dels gòbids i de l'ordre dels cipriniformes que es troba a Papua Nova Guinea.